# Samuilovské výšiny
Samuilovské výšiny (bulharsky Самуиловски височини, Samuilovski visočini) je plošinovitá pahorkatina v severovýchodním Bulharsku, v Dolnodunajské nížině, v Razgradské a Šumenské oblasti. Název je odvozen od jména vesnice Samuil, která se nachází v jejím středu.

## Vymezení
Pahorkatina se zdvihá v jihovýhodní části Dolnodunajské nížiny mezi údolím řeky Beli Lom (na jihozápadě), které ji odděluje od Razgradských výšin, a oblastí Ovče pole na jihu. Na východě, u obce Iglika (obština Chitrino), se napojuje na Vojvodskou plošinu a na severu postupně klesá k Ludogorské plošině. Délka celku od západu na východ je asi 35 km a jeho maximální šířka uprostřed od severu k jihu je 10–12 km. Nejvyšším bodem je vrchol Petrov Kamăk (Sărta, 500,8 m), který se nachází ve východní části pohoří, 1 km severovýchodně od vesnice Kapitan Petko v obštině Venec.

## Přírodní poměry

### Stavba
Jižní a jihozápadní svahy výšin strmě klesají směrem do oblasti Ovče pole a údolí řeky Beli Lom, zatímco severní svahy jsou mírné a členité s hustou sítí údolí. Hřeben je široký a plochý, pozůstatek denudovaného povrchu. Samuilovoské výšiny jsou erozí a denudací modelované podél hřebene a severního svahu Severobulharského obloukového zdvihu. Jsou tvořeny spodněkřídovými pískovci, vápenci a slíny.

### Vodopis
Samuilovské výšiny jsou důležitým hydrografickým uzlem ve východní Podunají mezi řekami tekoucími na sever a severozápad k Dunaji a na jih a jihovýchod k řekám Kamčija a Provadijska reka. Pramení v nich řeky Caracar s přítoky Vojna a Čairlăk, Senkovec s přítoky Jasenkovec a Kanagjol (Kazalăk), které tečou na sever směrem k Dunaji. Kromě toho v pohoří pramení Provadijska reka se svými přítoky Kriva reka a Pakuša, levostranný přítok řeky Vrana z povodí Kamčiji. Jihozápadní svahy jsou odvodňovány pravostrannými přítoky řeky Beli Lom.

### Klima
Podnebí je mírné kontinentální s relativně chladnými zimami a teplými léty. Převládají šedé lesní půdy, místy se zachovaly zbytky dubových lesů, které byly obecně antropogenně pozměněny.

## Hospodářství
Velké části hřebene a mírných svahů jsou obdělávány jako orná půda.
Samuilovskými výšinami procházejí dvě silnice ze sítě státních silnic:
- Ve východní, nejvyšší části pahorkatiny, mezi obcemi Venec a Strachilica, v délce 7,5 km silnice první třídy č. 7 Silistra – Šumen – Jambol – hraniční přechod Lesovo.
- V nejzápadnější části, od Razgradu po vesnici Jasenovec, v délce 7,8 km  silnice třetí třídy č. 205 Razgrad–Isperich.[1]

Úsek železniční trati Ruse–Varna vede od severozápadu k jihovýchodu po úpatí pahorkatiny.